# Klenie Bimolt

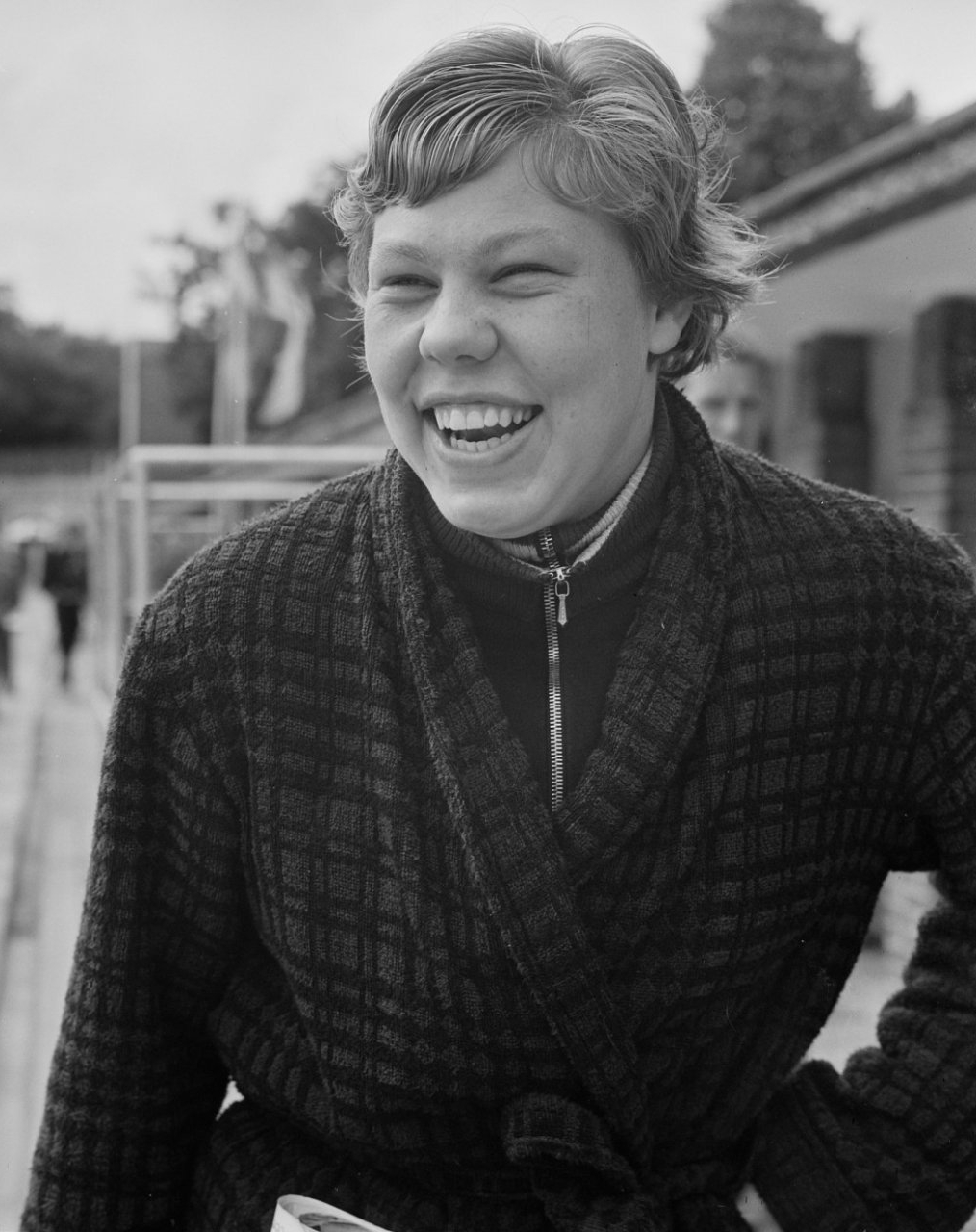
Klenie Bimolt (1964)

Klena „Klenie“ Greetje Bimolt, nach Heirat Klena Greetje de Jonge, (* 8. Juni 1945 in Assen) ist eine ehemalige niederländische Schwimmerin. Sie gewann 1964 eine olympische Silbermedaille und 1962 zwei Silbermedaillen bei den Europameisterschaften.

## Karriere
Bei den Schwimmeuropameisterschaften 1962 in Leipzig erreichte Klenie Bimolt im 200-Meter-Brustschwimmen den zweiten Platz hinter der Britin Anita Lonsbrough. In der 4-mal-100-Meter-Lagenstaffel belegten Ria van Velsen, Klenie Bimolt, Ada Kok und Ineke Tigelaar den zweiten Platz hinter der Staffel aus der DDR.
1964 trat Bimolt bei den Olympischen Spielen in Tokio ebenfalls im Brustschwimmen und mit der Lagenstaffel an. Im Brustschwimmen erreichte sie den Endlauf und belegte den siebten Platz. Im Staffelwettbewerb siegte die Staffel aus den Vereinigten Staaten vor der niederländischen Staffel mit Corrie Winkel, Klenie Bimolt, Ada Kok und Erica Terpstra. Die Niederländerinnen hatten das Finale mit der fünftbesten Zeit erreicht, wobei im Vorlauf Adrie Lasterie für Ada Kok geschwommen war.
Vier Jahre später trat Bimolt bei den Olympischen Spielen 1968 in Mexiko-Stadt ebenfalls in ihren beiden Disziplinen an. Im Brustschwimmen belegte sie den 20. Platz. Die Lagenstaffel mit Cobie Buter, Klenie Bimolt, Ada Kok und Nel Bos erreichte das Finale mit der viertschnellsten Zeit. Im Finale konnten sich die Niederländerinnen von der Zeit her nicht mehr steigern und belegten den siebten Platz.
Klenie Bimolt schwamm für den Groninger Zwem & Polo Club.